# Riddarvisa
Riddarvisa är ett samlingsnamn på visor inom genren medeltidsballader och omfattar det största antalet balladtyper, 131 av sammanlagt 263. Handlingen grundas oftast på konflikter mellan enskilda individer och ett förmodernt, hierarkiskt samhälles sociala och könsrelaterade regelverk. De idag kända visorna finns utgivna av Svenskt visarkiv i band tre och fyra av den text- och melodikritiska utgåvan Sveriges medeltida ballader. Vanliga motiv i riddarvisorna (liksom i andra balladgenrer) är kärlek kontra familj, trohetsprov och lojalitetskonflikter, ofta med inslag av våld och dråp. Stämningsläget kan skifta mellan romantik med lyckligt slut, samt någon gång skämtsamma inslag, och (betydligt vanligare) våldsamma övergrepp, död och tragik. Många av de balladtyper som är gemensamma för de skandinaviska och andra europeiska balladtraditioner finns bland riddarvisorna. Ett par av de mest spridda och kända typerna är ”Rudegull seglar bort med sin trolovade” (SMB 72, idag mera känd under titeln ”Vänner och fränder”), "Ebbe Skammelsson" (SMB 125) och ”De bortstulna konungadöttrarna” (SMB 195).